# Biblioteca y Museo Presidencial de Abraham Lincoln

La Biblioteca y Museo Presidencial de Abraham Lincoln (Abraham Lincoln Presidential Museum) es una biblioteca dedicada a informar de la vida del decimosexto Presidente de los Estados Unidos, Abraham Lincoln, y del curso de la guerra civil estadounidense. Combinando técnicas tradicionales y nuevas herramientas del siglo XXI, el museo atrae a visitantes de todo el mundo. Está situada en Springfield, Illinois.

## Exhibiciones
El museo incluye reproducciones de estancias de la Casa Blanca, el palco presidencial del Teatro Ford, y representaciones de los acontecimientos principales de la vida de Lincoln, así como cuadros, objetos personales y otros memorabilia. Los objetos originales se cambian periódicamente, pero la colección incluye generalmente artículos como el discurso Gettysburg original escrito a mano, una proclamación firmada de la emancipación, las gafas del presidente o la caja de música de la primera dama Mary Todd Lincoln; la porcelana que usaban en la Casa Blanca, su vestido de boda, etc.
Además de los objetos expuestos, el museo muestra dos espectáculos de efectos especiales: Los ojos de Lincoln y Los fantasmas de la biblioteca.

## Localización
La Biblioteca y el museo presidenciales están situados en Springfield, Illinois, dentro de su centro histórico y cerca de otros sitios relacionados con Lincoln. La biblioteca presidencial se abrió el 14 de octubre de 2004, y el museo en abril de 2005.
Hasta 1970, el teatro Ford en Washington D. C. funcionaba como "Museo de Lincoln". Los edificios que ahora contienen la biblioteca y el museo presidencial se disponen en tres estructuras separadas. Dos de los edificios, el museo y la biblioteca, están separados por una calle y conectados sobre el nivel de la calle por una calzada. La entrada de cada edificio tiene forma de rotonda, alusión a la bóveda del viejo capitolio del estado en Springfield, donde Lincoln sirvió cuatro veces como legislador. Ambas estructuras fueron diseñadas por la firma arquitectónica Hellmuth, Obata y Kassabaum. El tercer edificio, anterior estación de Springfield, se ha adaptado como centro de visitantes y de servicios del museo. El Museo está abierto todos los días de 9:00 a. m. a 5:00 p. m.